# Penriceïta
La penriceïta és un mineral de la classe dels fosfats. Rep el nom de la pedrera de marbre de Penrice, a Austràlia, la seva localitat tipus.

## Característiques
La penriceïta és un fosfat de fórmula química [Mg(H₂O)₆][Na(H₂O)₂Al₃(PO₄)₂F₆]·H₂O. Va ser aprovada com a espècie vàlida per l'Associació Mineralògica Internacional l'any 2021, sent publicada l'any 2022. Cristal·litza en el sistema monoclínic.
Les mostres que van servir per a determinar l'espècie, el que es coneix com a material tipus, es troben conservades a les col·leccions mineralògiques del Museu d'Austràlia Meridional, a Adelaida, Austràlia, amb el número de registre: g32227, i a les col·leccions mineralògiques del Museu d'Història Natural del Comtat de Los Angeles, a Los Angeles (Califòrnia) amb el número de catàleg: 76158.

## Formació i jaciments
Va ser descoberta a la pedrera de marbre de Penrice, a la localitat d'Angaston (Austràlia Meridional, Austràlia). També ha estat descrita a la pedrera Tom's, a la propera localitat de Kapunda. Aquests dos indrets són els únics de tot el planeta on ha estat descrita aquesta espècie mineral.